# VH1 Storytellers (álbum de Alicia Keys)
VH1 Storytellers es un álbum en vivo y de video de la artista estadounidense Alicia Keys. Se lanzó el 25 de junio de 2013 por RCA Records como un concierto completo en todos los formatos, incluido un CD y DVD de doble disco y Blu-Ray.

## Lista de canciones
| VH1 Storytellers - CD |                                              | |          |  |
| N.º                   | Título                                       | Escritor(es)                                                                                               | Duración |  |
| 1.                    | «No One»                                     | Keys, Kerry Brothers Jr. y George M. Harry                                                                 | 6:10     |  |
| 2.                    | «Brand New Me»                               | Keys y Emeli Sandé                                                                                         | 4:49     |  |
| 3.                    | «You Don't Know My Name»                     | Keys, Kanye West, Harold Lilly, J. R. Bailey, Mel Kent y Ken Williams                                      | 7:00     |  |
| 4.                    | «Empire State of Mind (Part II) Broken Down» | Keys, Al Shuckburgh, Shawn Carter, Jane't "Jnay" Sewell-Ulepic, Angela Hunte, Bert Keyes y Sylvia Robinson | 4:18     |  |
| 5.                    | «Not Even The King»                          | Keys y Emeli Sandé                                                                                         | 4:11     |  |
| 6.                    | «Fallin'»                                    | Keys | 4:44     |  |
| 7.                    | «If I Ain't Got You»                         | Keys | 7:17     |  |
| 8.                    | «Girl on Fire»                               | Keys, Jeff Bhasker, Salaam Remi y Billy Squier                                                             | 4:57     |  |
| 9.                    | «New Day»                                    | Keys, Kasseem Dean, Trevor Lawrence, Jr., Andre Brissett, Amber "Sevyn" Streeter y Andre Young             | 4:48     |  |
| 10.                   | «Try Sleeping with a Broken Heart»           | Bhasker, Keys y Patrick "Plain Pat" Reynolds                                                               | 5:49     |  |
| 11.                   | «Un-thinkable (I'm Ready)»                   | Keys, Aubrey Graham, Brothers y Noah Shebib                                                                | 5:40     |  |
| 59:42                 |                                              | |          |  |

| VH1 Storytellers - DVD |                                              |          |  |
| N.º                    | Título                                       | Duración |  |
| 1.                     | «No One»                                     |          |  |
| 2.                     | «Brand New Me»                               |          |  |
| 3.                     | «You Don't Know My Name»                     |          |  |
| 4.                     | «Empire State of Mind (Part II) Broken Down» |          |  |
| 5.                     | «Not Even The King»                          |          |  |
| 6.                     | «Fallin'»                                    |          |  |
| 7.                     | «If I Ain't Got You»                         |          |  |
| 8.                     | «Girl on Fire»                               |          |  |
| 9.                     | «New Day»                                    |          |  |
| 10.                    | «Try Sleeping with a Broken Heart»           |          |  |
| 11.                    | «Un-thinkable (I'm Ready)»                   |          |  |

## Posicionamiento en listas
| Listas (2013)                            | Mejor posición |
| ---------------------------------------- | -------------- |
| Alemania (Media Control Charts)          | 42             |
| Austria (Ö3 Austria Top 40)              | 75             |
| Bélgica (Ultratop) Wallonia              | 176            |
| Estados Unidos (Billboard 200)           | 108            |
| Estados Unidos (Top R&B/Hip-Hop Albums ) | 19             |
| Francia (SNEP)                           | 127            |
| Italia (FIMI)                            | 62             |
| Portugal (AFP)                           | 20             |
| Reino Unido R&B (OCC)                    | 23             |
| República Checa (ČNS IFPI)               | 31             |
| Suiza (Schweizer Hitparade)              | 35             |

| Listas (2013)                  | Mejor posición |
| ------------------------------ | -------------- |
| Bélgica (Ultratop) Flanders    | 9              |
| Bélgica (Ultratop) Wallonia    | 3              |
| España (PROMUSICAE)            | 13             |
| Francia (SNEP)                 | 3              |
| Reino Unido Music Videos (OCC) | 8              |
| Suiza (Schweizer Hitparade)    | 2              |

| Listas (2013)               | Mejor posición |
| --------------------------- | -------------- |
| Bélgica (Ultratop) Flanders | 49             |
| Bélgica (Ultratop) Wallonia | 23             |